# Campionato serbo di football americano
Il campionato serbo di football americano è una competizione che riunisce l'élite dei club serbi di football americano dal 2004. Dal 2011 l'organizzatore del campionato e delle squadre nazionali è la Srpska Asocijacija Američkog Fudbala (SAAF), mentre in precedenza era la SAFS.
Questa competizione si disputa con una stagione regolare con girone all'italiana, seguita da play-off e finale, detta Serbian Bowl.

## Formato
Il campionato attuale è diviso in tre categorie: la Prva Liga e la Druga Liga e l'Arena Liga (per alcune edizioni Treća Liga).
Il gioco si svolge con le regole della SAAF che si basano sul regolamento della NCAA.

## Finali

### Campionato di primo livello
| Data               | Finale                                          | Vincitore                                       | Punteggio                                       | Finalista                                       |
| ------------------ | ----------------------------------------------- | ----------------------------------------------- | ----------------------------------------------- | ----------------------------------------------- |
| 2004               | Serbian Bowl I                                  | Kragujevac Wild Boars                           | 21-6                                            | Beograd Vukovi                                  |
| 2005               | Stagione non disputata (sostituita dalla coppa) | Stagione non disputata (sostituita dalla coppa) | Stagione non disputata (sostituita dalla coppa) | Stagione non disputata (sostituita dalla coppa) |
| 2006               | Serbian Bowl II                                 | Kragujevac Wild Boars                           | 23-12                                           | Beograd Vukovi                                  |
| 2006               | Nacionalna Liga                                 | Klek Knights                                    | 16-7                                            | Kraljevo Royal Crowns                           |
| 2007               | Nacionalna Liga                                 | Klek Knights                                    | 21-14                                           | Belgrade Blue Dragons                           |
| 2007               | Campionato - Serbian Bowl III                   | Beograd Vukovi                                  | 25-15                                           | Novi Sad Dukes                                  |
| 2007               | SAFS Liga                                       | Čačak Angel Warriors                            | 42-6                                            | Niš Imperatori                                  |
| 2008               | Serbian Bowl IV                                 | Kragujevac Wild Boars                           | 39-33                                           | Beograd Vukovi                                  |
| 2009               | SAFS - Serbian Bowl V                           | Kragujevac Wild Boars                           | 67-33                                           | Belgrade Blue Dragons                           |
| 2009               | SAAF - Finale                                   | Beograd Vukovi                                  | 46-0                                            | Novi Sad Dukes                                  |
| 2010               | SAFS - Serbian Bowl VI                          | Kragujevac Wild Boars                           | 69-26                                           | Čačak Angel Warriors                            |
| 2010               | SAAF - Finale                                   | Beograd Vukovi                                  | 40-2                                            | Novi Sad Dukes                                  |
| 2011               | Serbian Bowl VII                                | Beograd Vukovi                                  | 51-36                                           | Kragujevac Wild Boars                           |
| 2012               | Serbian Bowl VIII                               | Beograd Vukovi                                  | 35-24                                           | Kragujevac Wild Boars                           |
| 2013               | Serbian Bowl IX                                 | Beograd Vukovi                                  | 42-0                                            | Kragujevac Wild Boars                           |
| 2014               | Serbian Bowl X                                  | Beograd Vukovi                                  | 27-17                                           | Kragujevac Wild Boars                           |
| 2015 (5 luglio)    | Serbian Bowl XI                                 | Novi Sad Dukes                                  | 25-23                                           | Beograd Vukovi                                  |
| 2016 (10 luglio)   | Serbian Bowl XII                                | Kragujevac Wild Boars                           | 53-29                                           | Beograd Vukovi                                  |
| 2017 (8 luglio)    | Serbian Bowl XIII                               | Kragujevac Wild Boars                           | 24-16                                           | Novi Sad Dukes                                  |
| 2018 (8 luglio)    | Serbian Bowl XIV                                | Kragujevac Wild Boars                           | 54-36                                           | Beograd Vukovi                                  |
| 2019 (7 luglio)    | Serbian Bowl XV                                 | Kragujevac Wild Boars                           | 60-55                                           | Beograd Vukovi                                  |
| 2020 (22 novembre) | Finale                                          | Beograd Vukovi                                  | 56-46                                           | Jagodina Black Hornets                          |
| 2021 (10 luglio)   | Serbian Bowl XVI                                | Beograd Vukovi                                  | 24-14                                           | Banat Bulls                                     |
| 2022 (10 luglio)   | Serbian Bowl XVII                               | Beograd Vukovi                                  | 24-17                                           | Kragujevac Wild Boars                           |

### Coppa
| Data               | Finale | Vincitore      | Punteggio | Finalista             |
| ------------------ | ------ | -------------- | --------- | --------------------- |
| 2005 (16 novembre) |        | Beograd Vukovi | 20-6      | Kragujevac Wild Boars |

### Campionato di secondo livello
| Data               | Finale     | Vincitore                                 | Punteggio                | Finalista                |
| ------------------ | ---------- | ----------------------------------------- | ------------------------ | ------------------------ |
| 2012               |            | Sirmium Legionaries/ Niš Imperatori       | Vincitori dei gironi     | Vincitori dei gironi     |
| 2013               |            | Inđija Indians/ Mladenovac Forestlanders  | Vincitori degli spareggi | Vincitori degli spareggi |
| 2014               |            | Sirmium Legionaries/ Čačak Angel Warriors | Vincitori degli spareggi | Vincitori degli spareggi |
| 2015               |            | Belgrade Blue Dragons                     | Vincitori del girone     | Vincitori del girone     |
| 2016               |            | Sombor Celtis                             | Vincitori del girone     | Vincitori del girone     |
| 2017               |            | Jagodina Black Hornets                    | Vincitori del girone     | Vincitori del girone     |
| 2018 (16 giugno)   | Finale I   | Novi Sad Wild Dogs                        | 27-18                    | Klek Knights             |
| 2019 (30 giugno)   | Finale II  | Banat Bulls                               | 49-3                     | Klek Knights             |
| 2020 (15 novembre) | Finale     | Inđija Indians                            | 74-22                    | Beograd Gladiators       |
| 2021 (27 giugno)   | Finale III | Kikinda Mammoths                          | 27-21                    | Beograd Gladiators       |
| 2022 (7 maggio)    | Finale IV  | Bucharest Rebels                          | 32-0                     | Klek Knights             |

### Campionato di terzo livello
| Data             | Finale     | Vincitore                             | Punteggio            | Finalista             |
| ---------------- | ---------- | ------------------------------------- | -------------------- | --------------------- |
| 2015             |            | Sombor Celtis/ Jagodina Black Hornets | Vincitori dei gironi | Vincitori dei gironi  |
| 2016 (24 luglio) | Finale I   | Sofia Bears                           | 28-0                 | Novi Sad Wild Dogs    |
| 2017 (18 giugno) | Finale II  | Klek Knights                          | 20-5                 | Kraljevo Royal Crowns |
| 2018 (8 luglio)  | Finale III | Vršac Lavovi                          | 35-12                | Pančevo Panthers      |

### Arena Liga
| Data               | Finale                 | Vincitore              | Punteggio              | Finalista              |
| ------------------ | ---------------------- | ---------------------- | ---------------------- | ---------------------- |
| 2010 (21 agosto)   | Finale I               | Outlaws Požarevac      | ?-?                    | ?                      |
| 2011 (21 agosto)   | Finale II              | Sirmium Legionaries    | 32-18                  | Sofia Bears            |
| 2012 (21 agosto)   | Finale III             | ?                      | ?-?                    | ?                      |
| 2013 - 2017        | Stagioni non disputate | Stagioni non disputate | Stagioni non disputate | Stagioni non disputate |
| 2018 (25 novembre) | Finale IV              | Niš Imperatori         | 18-8                   | Bečej Vidre            |
| 2019               |                        | Kraljevo Royal Crowns  | Vincitori del girone   | Vincitori del girone   |

## Squadre per numero di campionati vinti
Le tabelle seguenti mostrano le squadre ordinate per numero di campionati vinti nelle diverse leghe.

### Campionato di primo livello
|   | Squadra               | Anni                                                 |
| - | --------------------- | ---------------------------------------------------- |
| 9 | Kragujevac Wild Boars | 2004, 2006, 2008, 2009, 2010, 2016, 2017, 2018, 2019 |
| 8 | Beograd Vukovi        | 2007, 2011, 2012, 2013, 2014, 2020, 2021, 2022       |
| 1 | Novi Sad Dukes        | 2015                                                 |

### Campionato di secondo livello
|   | Squadra                | Anni |
| - | ---------------------- | ---- |
| 1 | Bucharest Rebels       | 2022 |
| 1 | Kikinda Mammoths       | 2021 |
| 1 | Inđija Indians         | 2020 |
| 1 | Pančevo Panthers       | 2019 |
| 1 | Novi Sad Wild Dogs     | 2018 |
| 1 | Jagodina Black Hornets | 2017 |
| 1 | Sombor Celtis          | 2016 |
| 1 | Belgrade Blue Dragons  | 2015 |

### Campionato di terzo livello
|   | Squadra                | Anni |
| - | ---------------------- | ---- |
| 1 | Vršac Lavovi           | 2018 |
| 1 | Klek Knights           | 2017 |
| 1 | Sofia Bears            | 2016 |
| 1 | Jagodina Black Hornets | 2015 |
| 1 | Sombor Celtis          | 2015 |

### Arena Liga
|   | Squadra               | Anni |
| - | --------------------- | ---- |
| 1 | Kraljevo Royal Crowns | 2019 |
| 1 | Niš Imperatori        | 2018 |
| 1 | Sirmium Legionaries   | 2011 |
| 1 | Outlaws Požarevac     | 2010 |